# Mateo Biojo
Mateo Biojo (Cali, Valle del Cauca, Colombia; 26 de junio de 1994) es un futbolista colombiano. Juega de defensa central y su equipo actual es Independiente Santa Fe de la Categoría Primera A colombiana. 

## Trayectoria
Nacido en Cali, siendo un adolescente llegó a Bogotá, para jugar en las divisiones inferiores de Independiente Santa Fe.

## Santa Fe
El defensor caleño, debutó como futbolista profesional bajo el mando del técnico Wilson Gutiérrez, quién lo puso a jugar contra el Boyacá Chicó en un partido válido por los cuadrangulares de la Torneo Apertura 2012 del Fútbol Colombiano. En junio de ese mismo año, Independiente Santa Fe se coronó campeón por séptima vez en su historia; siendo Mateo Biojo parte de la nómina. Además, Biojo jugó también varios partidos de la fase de grupos de la Copa Colombia. 

## La Equidad
Tras coronarse campeón, y debutar como futbolista profesional, Mateo Biojo deja a Independiente Santa Fe, y se va a La Equidad donde gana el Hexagonal del Olaya, un torneo amateur de mucha tradición en Colombia.

## Clubes
| Club                   | País     | Año           |
| ---------------------- | -------- | ------------- |
| Independiente Santa Fe | Colombia | 2011–2012     |
| La Equidad             | Colombia | 2013-presente |

## Palmarés

### Campeonatos nacionales
| Título          | Club                   | País     | Año  |
| --------------- | ---------------------- | -------- | ---- |
| Torneo Apertura | Independiente Santa Fe | Colombia | 2012 |